# 谢继友
谢继友（1914年3月—1992年），江西省兴国县高兴镇文溪村人。中国人民解放军空军开国大校。副兵团职离休干部。

## 生平
1929年10月参加中国工农红军，1931年10月转入中国共产党。
1951年2月14日，空14师在北京南苑机场正式成立，隶属华北军区空军领导，接收来自第四、五、六航校的53名飞行人员，辖空40团、空42团，师长舒雨旺/王毓淮，政委谢继友，副政委郭锋，参谋长钟光国兼。空14师与美军空战6次，击落敌机9架，击伤1架，被击落12架，被击伤3架。
1955年被授予大校军衔。1955年被授予二级“八一”勋章、二级“独立自由”勋章、二级“解放”勋章。1961年离休。1982年7月提正军级待遇，1988年提副兵团职待遇。1988年8月被授予二级“红屋”功勋荣誉章。